# 関市立小金田中学校
関市立小金田中学校（せきしりつこがねだちゅうがっこう）とは、岐阜県関市小屋名にある公立中学校。

## 沿革
- 1947年（昭和22年）4月 - 武儀郡小金田村と山県郡保戸島村で学校組合を設立。武儀郡小金田村山県郡保戸島村学校組合立小金田中学校が開校。
- 1950年（昭和25年）8月10日 - 武儀郡小金田村と山県郡保戸島村が合併し、小金田村となる。同時に小金田村立小金田中学校に改称する。
- 1955年（昭和30年）1月10日 - 小金田村が関市に編入される。同時に関市立小金田中学校に改称する。
- 1960年（昭和35年）4月 - 千疋地区の生徒を順次組合立東山中学校から移すこととなり、この年の1年生から小金田中学校への通学となる。
- 1961年（昭和36年）4月 - 千疋地区の生徒は、1・2年生が小金田中学校、3年生は組合立東山中学校に通学する。
- 1962年（昭和37年）4月 - 千疋地区の生徒は全員小金田中学校への通学となる。
- 1972年（昭和47年）- 体育館が完成。
- 1977年（昭和52年）- プールが完成。
- 1980年（昭和55年）- 新校舎（鉄筋コンクリート造）が完成。

## 部活動

### 運動系部活動
- 野球部
- サッカー部
- 卓球部
- ソフトボール部
- ソフトテニス部
- バレーボール部
- バスケットボール部
- トレーニング部

### 文化系部活動
- 美術部
- 合唱部

## 通学区域[1]
- 小屋名
- 上白金
- 下白金
- 山田
- 千疋
- 千疋北1丁目、千疋北2丁目
- 植野
- 側島
- 戸田
- 保明
- 津保川台1丁目、津保川台2丁目
- 虹ケ丘北
- 虹ケ丘南
- 大平台
- 希望ケ丘町

## 進学前小学校
- 金竜小学校

## 交通
- 岐阜バス - 小金田停留所下車